# Lincoln MKX
Der Lincoln MKX (seit dem Modelljahr 2019: Lincoln Nautilus) ist ein mittelgroßer SUV der zum Ford-Konzern gehörenden Premiummarke Lincoln. Beim MKX handelt es sich um das Parallelmodell zum Ford Edge.

## Erste Generation CD3 (2006–2015)
Die erste Generation, die mit einem 3,5-Liter-V6-Motor mit zunächst 198 kW (270 PS) ausgeliefert wurde, ist wahlweise mit Front- oder Allradantrieb erhältlich. 2011 stieg die Motorleistung auf 213 kW (290 PS).
Zu den Ausstattungsoptionen des MKX der ersten Generation gehörten unter anderem ein THX-Raumklangsystem mit 14 Lautsprechern, klimatisierte Ledersitze und ein Sonnendach, das Panoramic Vista Roof.
Das Fahrzeug ist zu einem Preis ab circa 38.000 USD erhältlich.

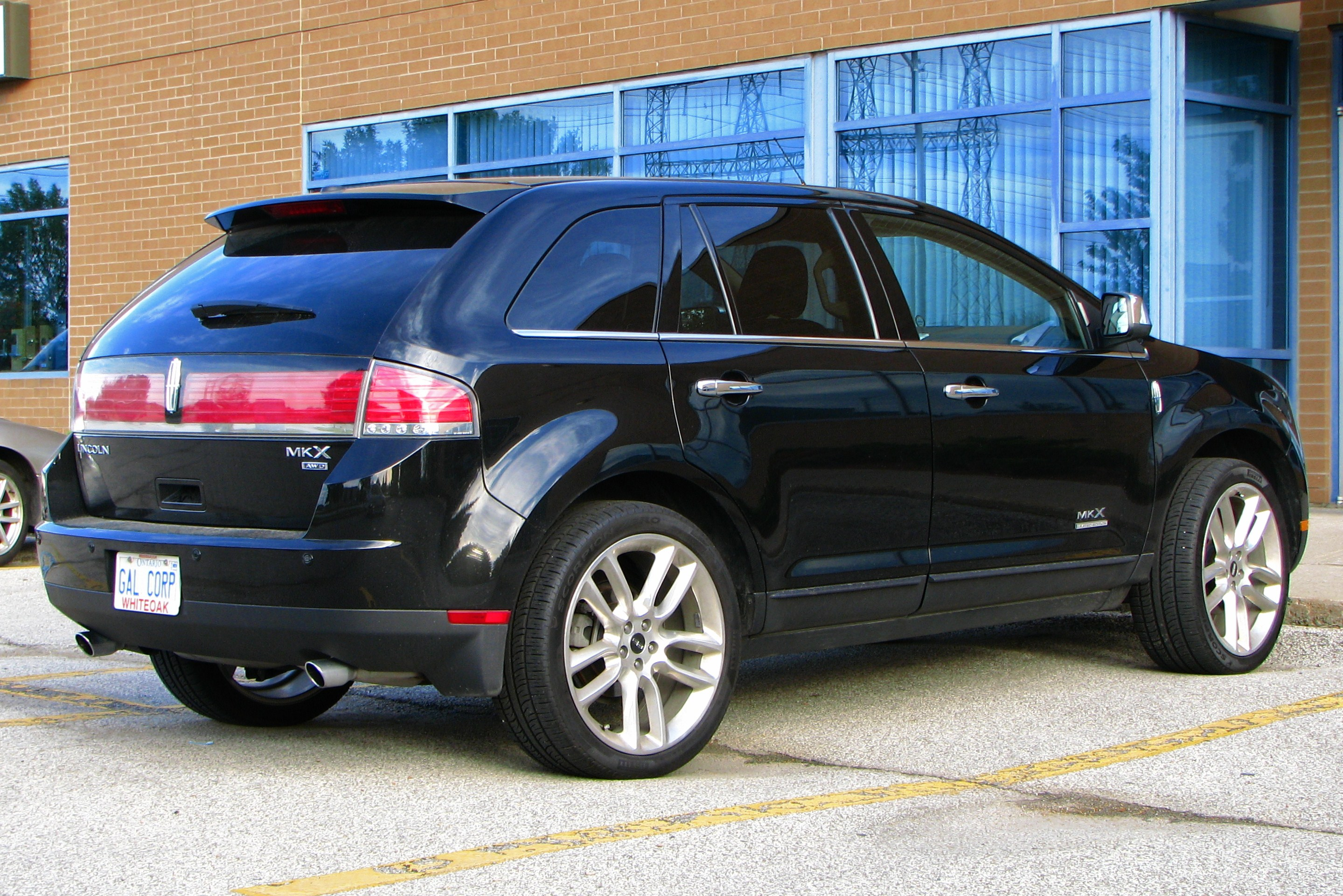
Heckansicht
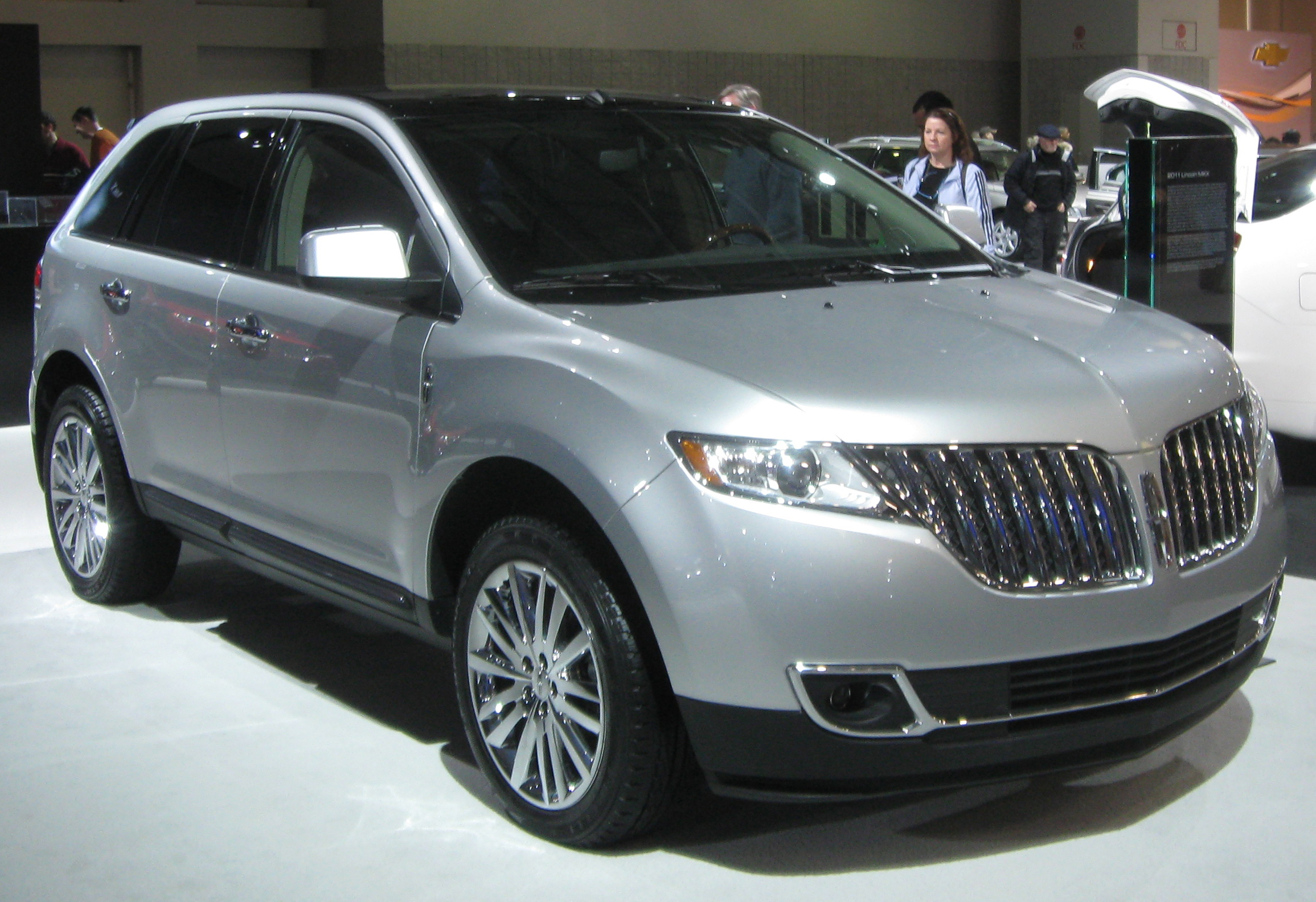
Lincoln MKX (2010–2015)
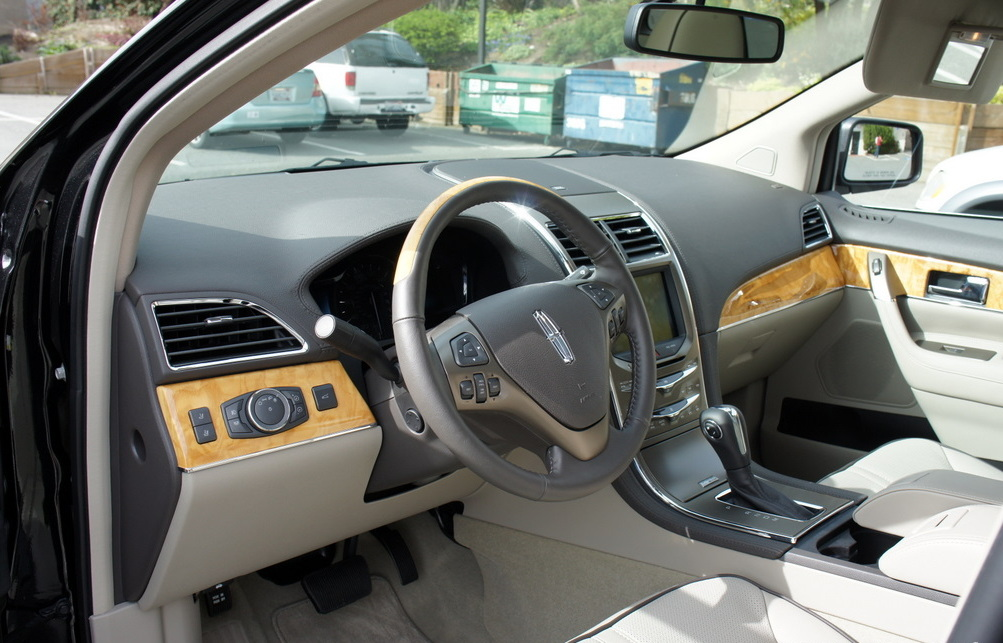
Innenansicht

## Zweite Generation CD4 (2015–2023)
Die zweite Generation wurde erstmals als Konzeptfahrzeug auf der Beijing Auto Show 2014 angekündigt. Auf der North American International Auto Show im Januar 2015 wurde das Serienmodell vorgestellt. Seit Herbst 2015 wird es verkauft. Im Rahmen der LA Auto Show im November 2017 präsentierte Lincoln eine überarbeitete Variante der zweiten Generation. Außerdem wird das Fahrzeug fortan als Lincoln Nautilus vertrieben.

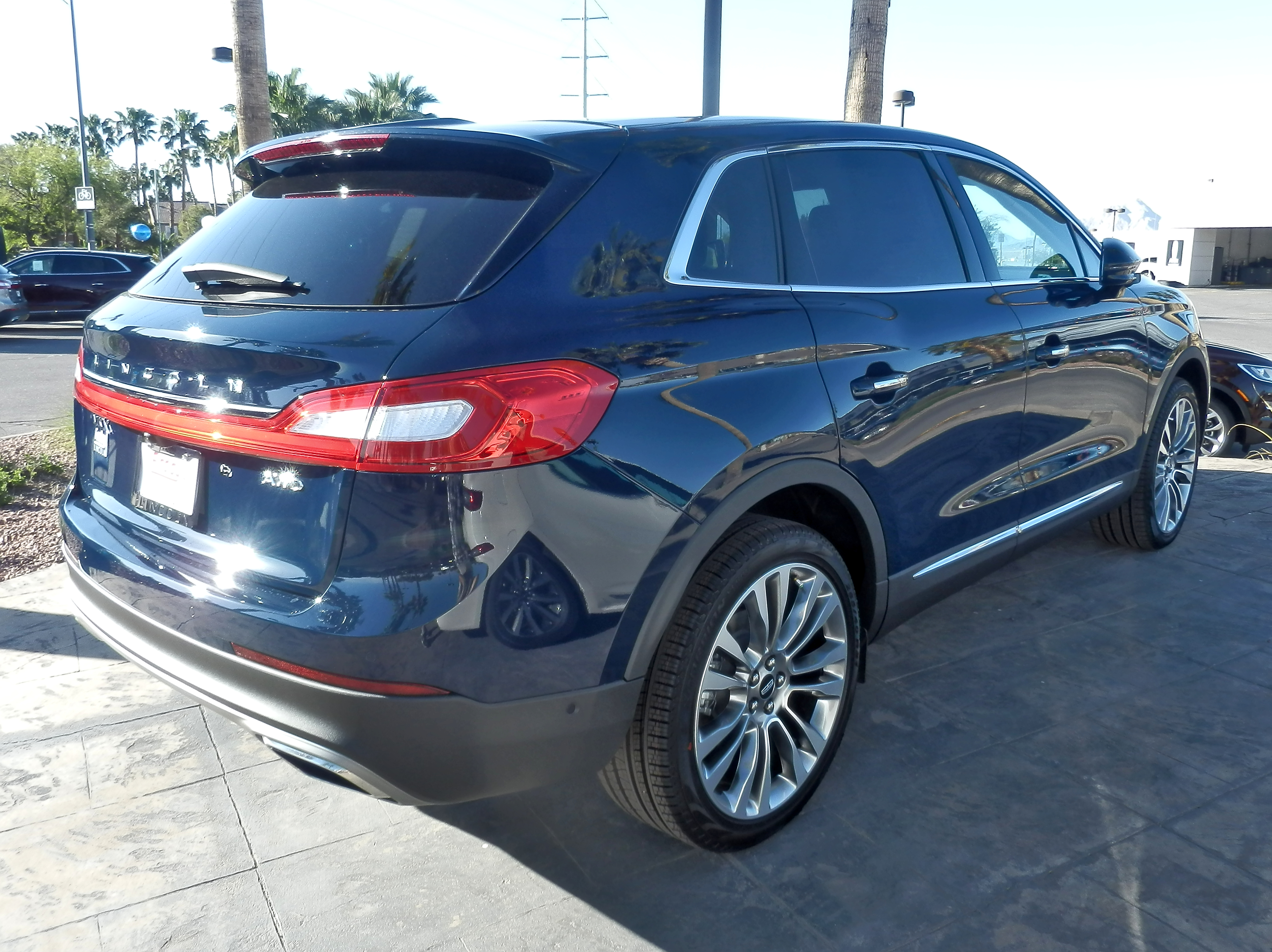
Heckansicht
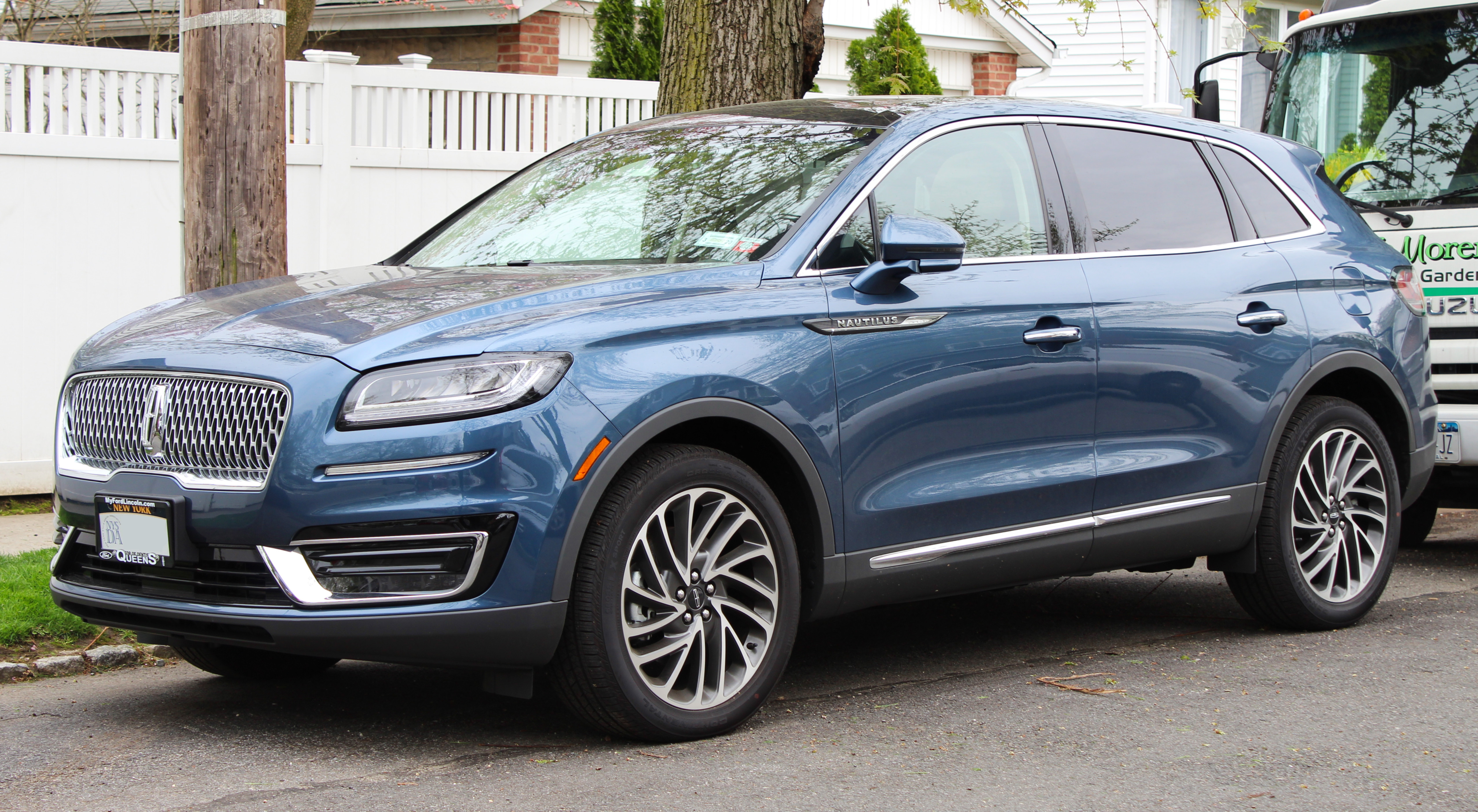
Lincoln Nautilus (2018–2023)
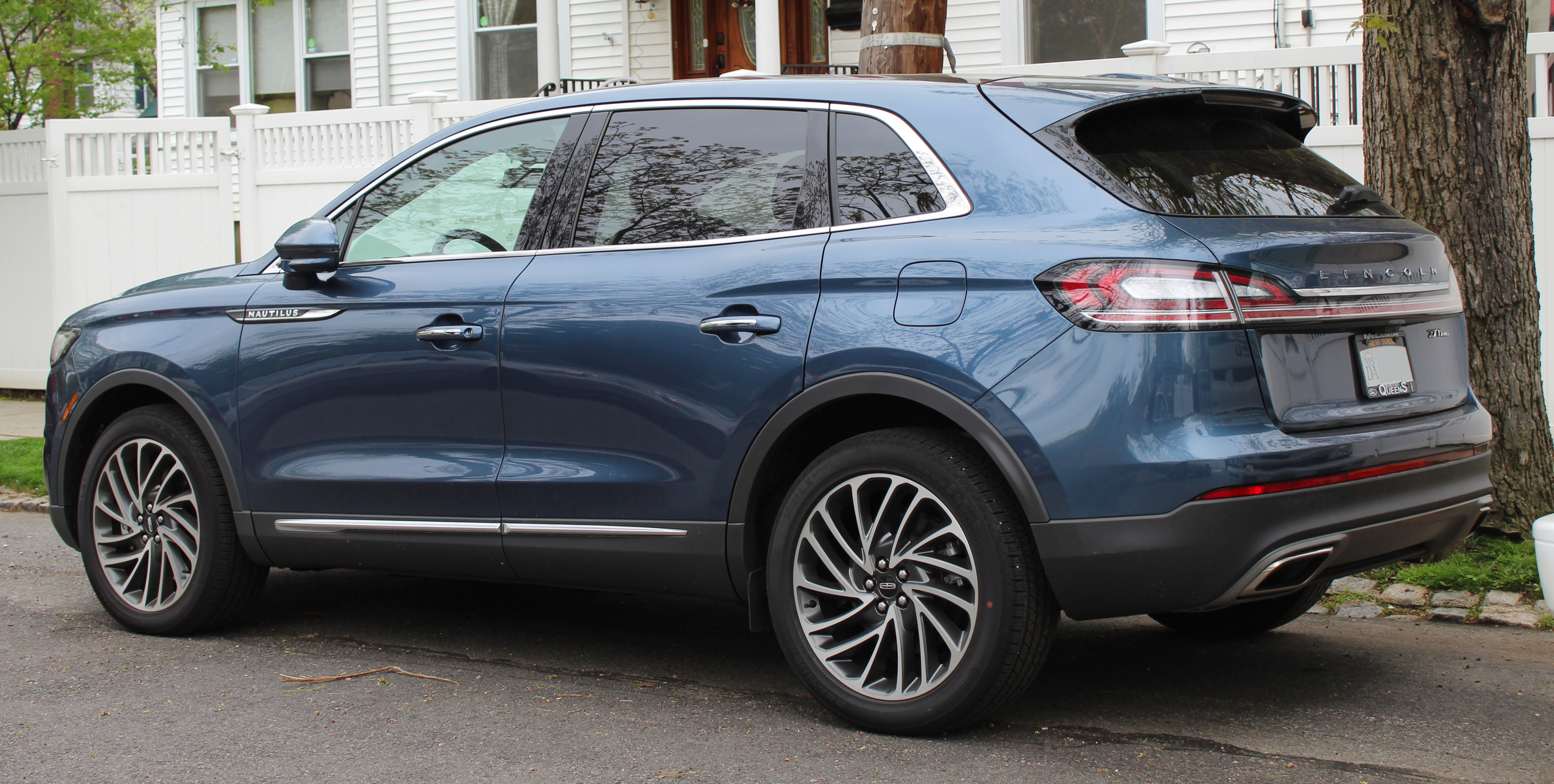
Heckansicht
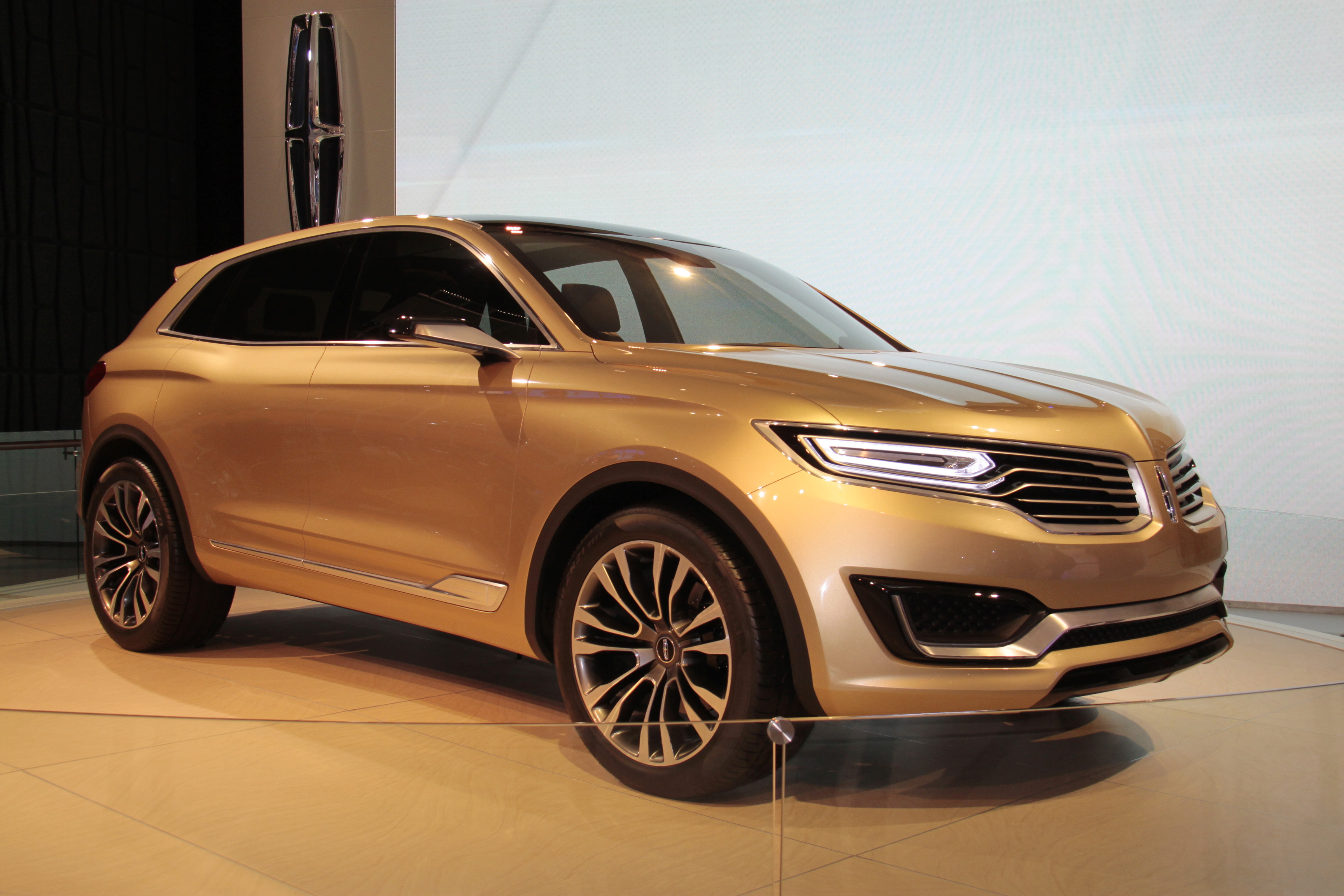
Lincoln MKX Concept auf der Beijing Auto Show 2014
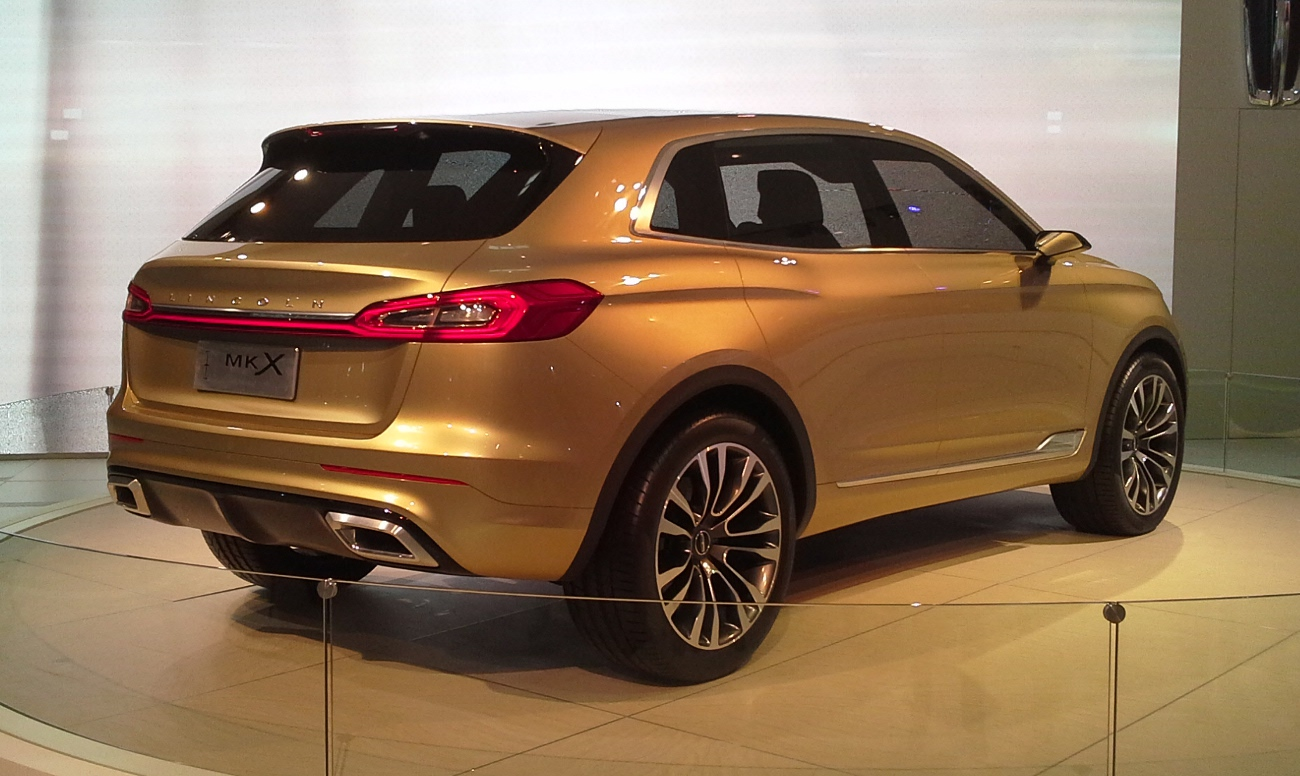
Heckansicht

### Technische Daten
|                                | MKX 2.0T (China)           | MKX 2.7T (China)           | Nautilus 2.0T (China)      | Nautilus 2.0T (China)      | Nautilus 2.0T (China)      | Nautilus 2.7T (China)      | Nautilus 2.7T (China)      | Nautilus 2.7T (China)      |
| Bauzeitraum                    | 10/2015–02/2019            | 10/2015–02/2019            | 02/2019–01/2021            | 02/2019–12/2019            | 01/2021–04/2023            | 02/2019–01/2021            | 01/2021–04/2023            | 02/2019–12/2019            |
| Motorkenndaten                 |                            |                            |                            |                            |                            |                            |                            |                            |
| Motortyp                       | R4-Ottomotor               | V6-Ottomotor               | R4-Ottomotor               | R4-Ottomotor               | R4-Ottomotor               | V6-Ottomotor               | V6-Ottomotor               | V6-Ottomotor               |
| Hubraum                        | 1999 cm³                   | 2694 cm³                   | 1999 cm³                   | 1999 cm³                   | 1999 cm³                   | 2694 cm³                   | 2694 cm³                   | 2694 cm³                   |
| Motoraufladung                 | Turbolader                 | Turbolader                 | Turbolader                 | Turbolader                 | Turbolader                 | Turbolader                 | Turbolader                 | Turbolader                 |
| max. Leistung bei min−1        | 186 kW (253 PS) / 5500     | 250 kW (340 PS) / 5250     | 165 kW (224 PS) / 5100     | 173 kW (235 PS) / 5400     | 180 kW (245 PS) / 5500     | 237 kW (322 PS) / 5250     | 237 kW (322 PS) / 5250     | 242 kW (329 PS) / 5000     |
| max. Drehmoment bei min−1      | 378 Nm / 2500              | 542 Nm / 3000              | 368 Nm / 2500              | 392 Nm / 2750              | 390 Nm / 2500–3500         | 500 Nm / 3000              | 500 Nm / 2500–4000         | 528 Nm / 3000              |
| Kraftübertragung               |                            |                            |                            |                            |                            |                            |                            |                            |
| Antrieb, serienmäßig           | Vorderradantrieb           | Allradantrieb              | Vorderradantrieb           | Vorderradantrieb           | Vorderradantrieb           | Allradantrieb              | Allradantrieb              | Allradantrieb              |
| Antrieb, optional              | (Allradantrieb)            | —                          | (Allradantrieb)            | (Allradantrieb)            | (Allradantrieb)            | —                          | —                          | —                          |
| Getriebe, serienmäßig          | 6-Stufen-Automatikgetriebe | 6-Stufen-Automatikgetriebe | 8-Stufen-Automatikgetriebe | 8-Stufen-Automatikgetriebe | 8-Stufen-Automatikgetriebe | 8-Stufen-Automatikgetriebe | 8-Stufen-Automatikgetriebe | 8-Stufen-Automatikgetriebe |
| Messwerte                      |                            |                            |                            |                            |                            |                            |                            |                            |
| Höchstgeschwindigkeit          | 206 km/h                   | 226 km/h                   | 206 km/h                   | 206 km/h                   | 206 km/h                   | 226 km/h                   | 226 km/h                   | 226 km/h                   |
| Beschleunigung, 0–100 km/h     | k. A. (8,5 s)              | 6,7 s                      | k. A.                      | k. A. (7,7 s)              | k. A.                      | k. A.                      | 6,5 s                      | 6,5 s                      |
| Kraftstoffverbrauch auf 100 km | 8,6 Super (9,0 l Super)    | 10,5 Super                 | 8,0 Super (8,4 l Super)    | 8,0 Super (8,4 l Super)    | 8,1 Super (8,7 l Super)    | 9,6 Super                  | 9,6 Super                  | 9,6 Super                  |
| Tankinhalt                     | 70 l                       | 70 l                       | 70 l                       | 70 l                       | 70 l                       | 70 l                       | 70 l                       | 70 l                       |
| Abgasnorm                      | China V                    | China V                    | China VI                   | China V                    | China VI                   | China V                    | China VI                   | China VI                   |

## Dritte Generation C2 (seit 2023)
Die dritte Generation der Baureihe wurde im April 2023 auf der Shanghai Auto Show offiziell vorgestellt. Gebaut wird der 4,91 m lange, 1,95 m breite und 1,72 m hohe Nautilus nur noch im chinesischen Hangzhou.
Die Basismotorisierung ist ein Vierzylinder-Turbo-Motor mit 8-Gang-Automatik, der Sechszylinder wurde durch einen Hybrid mit CVT-Getriebe ersetzt. Das Armaturenbrett hat zwei Displays annähernd über seine ganze Breite. Außerdem gibt es einen Touchscreen in der Mittelkonsole.

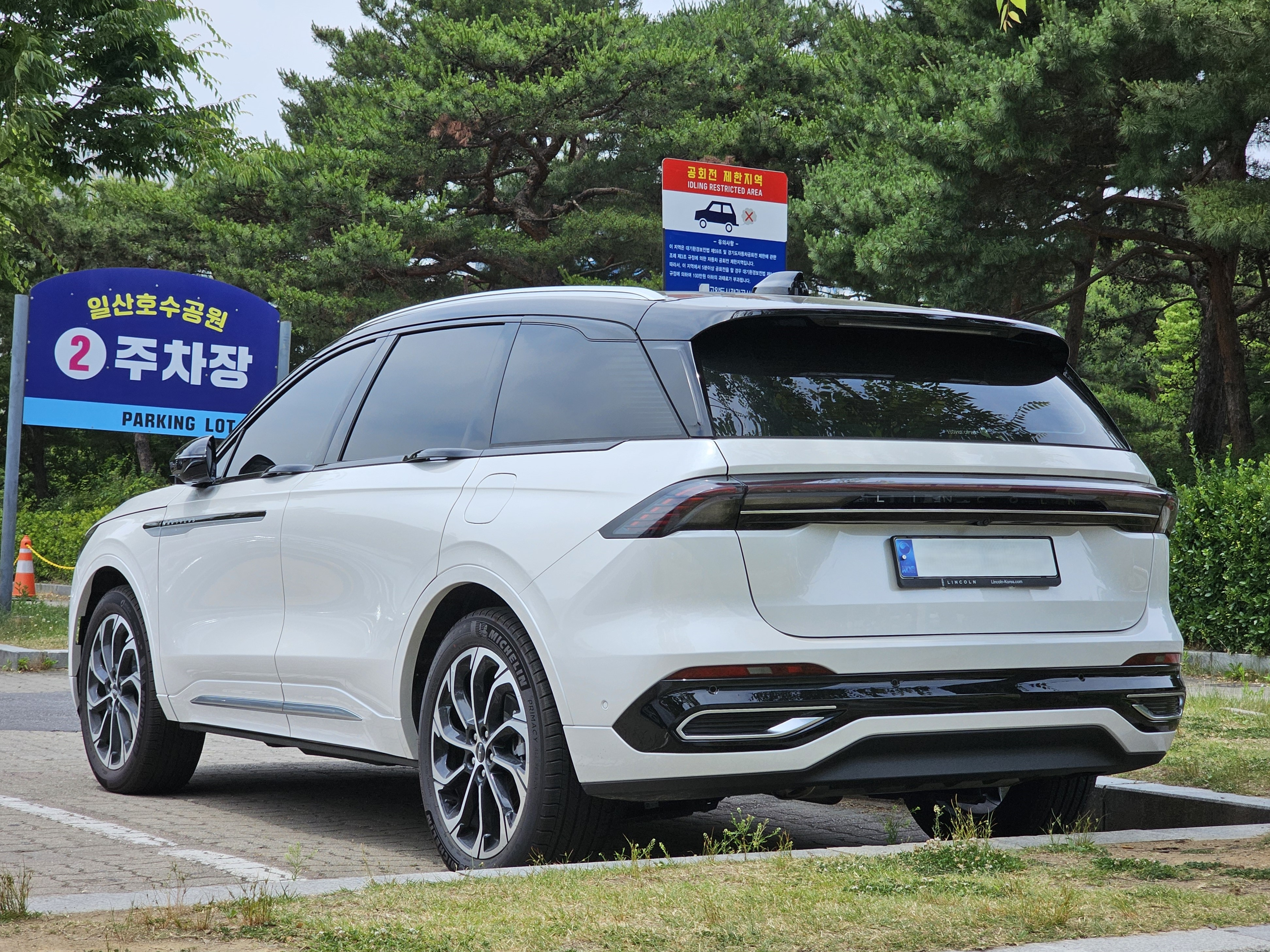
Heckansicht
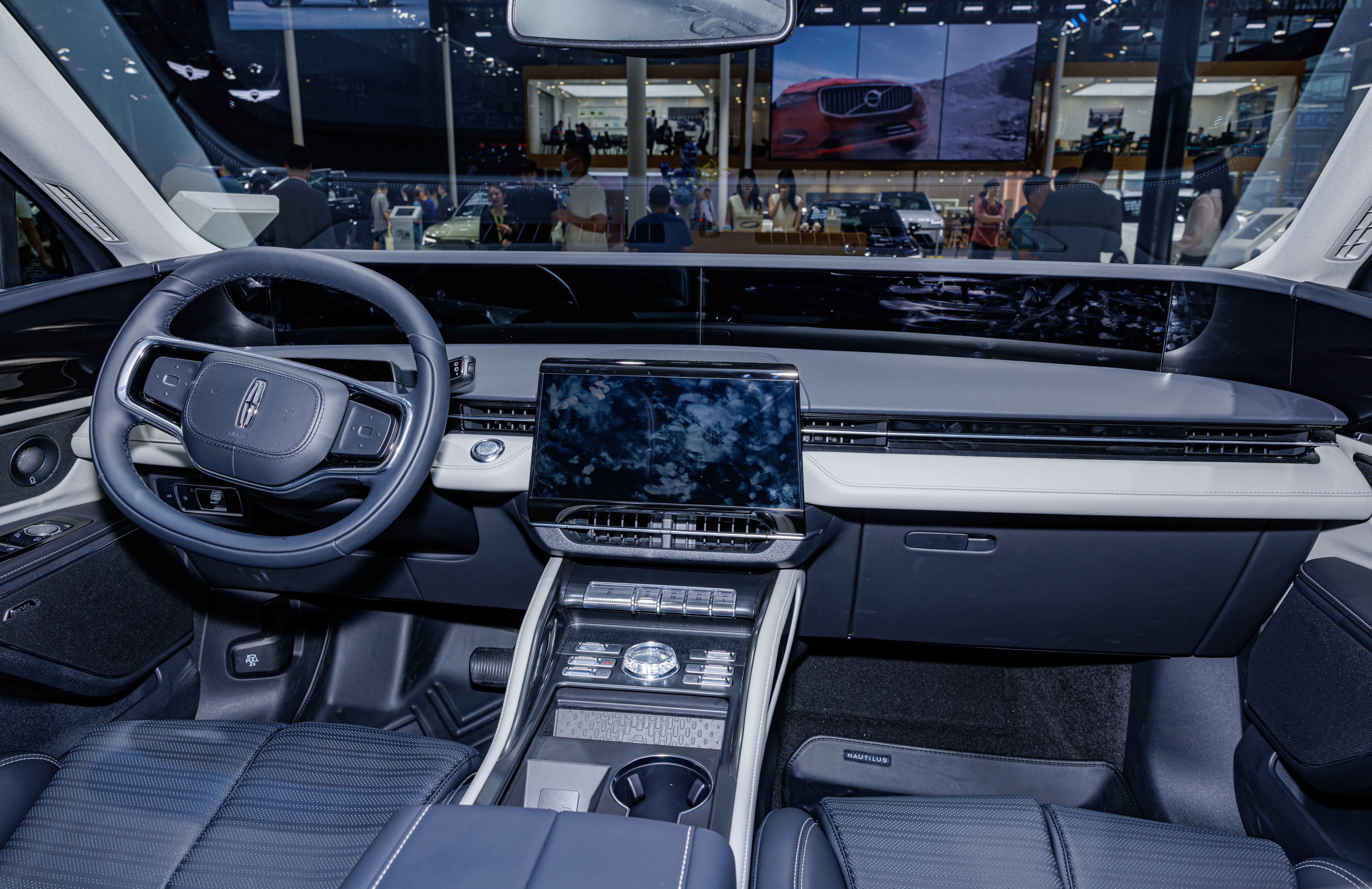
Innenansicht